# Giorgio Villa
Giorgio Villa (* 25. September 1954 in Mailand) ist ein ehemaliger italienischer Rallye-Raid- und Rennboot-Fahrer. Er ist Weltmeister im Powerboat Racing und Gewinner der Rallye Dakar in der LKW-Klasse.

## Karriere
Villa begann seine Motorsportkarriere in den 1970er Jahren zunächst auf Autos und Motorrädern. Anfang der 1980er Jahre wechselte er in den Powerboat-Rennsport und wurde 1983 italienischer Meister in der Class 1 im Offshore Powerboat Racing. Im Folgejahr erreichte er in der italienischen Meisterschaft den dritten Platz und wurde Sieger der  Weltmeisterschaft in Cowes sowie Sieger der Pole Position Championship der Europameisterschaft. Im Jahr 1986 wurde er Weltmeister in der damaligen Class 2 der World Powerboat Championship in Auckland und gewann anschließend die Europameisterschaften sowie 1989 die italienischen Meisterschaften.
Villa stellte 1986 im Comer See in den U.I.M.-Klassen E.5000cc Sports Inboard und E.7000cc Sports Inboard fünf Geschwindigkeitsrekorde mit Rennbooten auf.
Er begann ab Mitte der 1980er Jahre zusätzlich mit dem Rallye-Raid-Sport und fuhr 1987 seine erste Rallye Dakar. Bei der Rallye Dakar 1987 wurde er auf Mercedes Dritter in der LKW-Klasse. Er gewann 1988 die Pharaonen-Rallye und später die Rallye Dakar 1990 auf Perlini 105F („Red Tiger“).
Villa beendete seine Motorsportkarriere 1991 mit seinem letzten Powerboat-Rennen in Mar del Plata.